# Каменка (Кабардино-Балкария)
Ка́менка — село в Чегемском районе Кабардино-Балкарии. Входит в состав муниципального образования «Сельское поселение Яникой».

## Географическое положение
Селение расположено в восточной части Чегемского района, на правом берегу реки Каменка (Малая Шалушка). Находится в 10 км к юго-западу от районного центра Чегем и в 7 км к западу от Нальчика.
Площадь села с присельскими территориями составляет — 20 км2.
Граничит с землями населённых пунктов: Шалушка на востоке, Звёздный на юге и Яникой на западе.
Населённый пункт расположен в предгорной зоне республики. Рельеф в основном представляет собой предгорные наклонные равнины, к югу от села возвышается Лесистый хребет. Средние высоты села составляют 552 метра над уровнем моря, и стремительно увеличивается с уклоном на запад и юг.
Гидрографическая сеть представлена рекой Шалушка, Каменка и другими стекающими с Лесистого хребта мелкими ручьями. Обеспеченность подземной и пресной водой как и в целом по республике высокая.
Климат умеренный. Лето тёплое, со средними температурами июля около +21°С. Зима прохладная, со средними температурами января −3°С, часты оттепели. Среднегодовое количество осадков составляет около 550 мм.

## История
Село было основано в 1902 году переселенцами из Воронежской и Харьковской губерний Российской империи.
Земля, на которой построился хутор Каменка, была государственной, но её арендовал полковник Казанчев и отдал в аренду каменчанам на три года (до 1905 года). Основным занятием поселенцев было земледелие, сеяли кукурузу, гречку, овёс, ячмень, сажали огородные культуры.
Дома строились на время аренды земли на 3-5 лет, а по окончании аренды люди уходили, оставляя свои дома. Так в 1905 году с окончанием срока аренды земли, жители хутора Каменка оставили свои дома и отошли ближе к склонам Лесистого хребта и там купив землю, построили новый хутор Каменка.
В годы Гражданской войны хутор пришёл в запустение. В начале 1920 года население хутора начало пополнятся благодаря переселенцами из близлежащих сёл: Шалушка, Кенже и Яникой.
В 1930 году в селе началось строительство колоний тюремного заключения.
Во время Великой Отечественной войны, в период с ноября 1942 года по январь 1943 года село было оккупировано немецкими войсками. В середине января 1943 года село освобождено от захватчиков. В память о павших воинах при освобождении Каменки, в центре села установлен памятник.
В 1957 году при возвращении балкарцев из депортации, в селе осели несколько десятков семей, предпочитавших жить в предгорных районах КБАССР.
В 1992 году село включен в состав сельского поселения Яникой.
Ныне Каменка фактически слилась с сёлами Яникой (на севере) и Шалушка (на востоке).

## Население
| 2002 | 2010  | 2021  |
| ---- | ----- | ----- |
| 3422 | ↘3312 | ↘2906 |

Плотность — 145.3 чел./км2.
Национальный состав
По данным Всероссийской переписи населения 2002 года:
| Народ      | Численность, чел. | Доля от всего населения, % |
| ---------- | ----------------- | -------------------------- |
| балкарцы   | 1 407             | 41,1 %                     |
| кабардинцы | 980               | 28,6 %                     |
| русские    | 702               | 20,5 %                     |
| осетины    | 97                | 2,8 %                      |
| другие     | 236               | 6,9 %                      |
| всего      | 3 422             | 100 %                      |

По данным Всероссийской переписи населения 2021 года:
| Народ               | Численность, чел. | Доля от всего населения, % |
| ------------------- | ----------------- | -------------------------- |
| балкарцы            | 1 788             | 61,53 %                    |
| кабардинцы          | 438               | 15,07 %                    |
| русские             | 290               | 9,98 %                     |
| чеченцы             | 91                | 3,13 %                     |
| другие / не указано | 299               | 10,29 %                    |
| всего               | 2 906             | 100,0 %                    |

## Образование
- Средняя школа № 1
- Начальная школа Детский Сад № 1

## Здравоохранение
- Участковая больница

## Культура
- Дом Культуры
- Библиотека
- Музей

Общественно-политические организации организации: 
- Совет старейшин
- Совет ветеранов труда и войны

## Ислам
В селе действует одна мечеть.

## Экономика
Основным занятием жителей села является занятость в сельском хозяйстве. Высоко развито садоводство, в частности разведение яблоней. К югу от села разбит крупный яблоневый сад.
Развита сфера бытовых услуг.

## Исправительные колонии
В пределах села расположены две наиболее крупные исправительные колонии республики: 
- ФКУ «Исправительная колония № 1 УФСИН России по КБР»
- ФКУ «Исправительная колония № 3 УФСИН России по КБР» 
  - Промзона

## Улицы
| Братьев Кайтаевых |
| Мизиева           |
| Набережная        |
| Надречная         |

| Профсоюзная   |
| Революционная |
| Садовая       |
| Степная       |

| Учительская |
| ФБУ ИК-1    |
| ФБУ ИК-3    |